# Chronicles (video)
Chronicles è una raccolta di video musicali del gruppo rock canadese Rush, che va dal 1977 al 1987. Fu inizialmente pubblicata in videocassetta nel 1990, e ne esiste una versione con contenuto simile distribuita in CD e cassetta. Chronicles fu successivamente ristampata in DVD singolo il 25 settembre 2001 in America ed il 3 maggio 2004 in Europa. Esiste anche una versione DVD+2CD pubblicata il 22 marzo 2005.

## Tracce
1. Closer to the Heart
2. The Trees
3. Limelight
4. Tom Sawyer
5. Red Barchetta (Live)
6. Subdivisions
7. Distant Early Warning
8. Red Sector A (Live)
9. The Big Money
10. Mystic Rhythms
11. Time Stand Still
12. Lock and Key
13. The Enemy Within (versione DVD)
14. Afterimage (versione DVD)

## Formazione
- Geddy Lee: basso, voce, sintetizzatori
- Alex Lifeson: chitarra elettrica ed acustica
- Neil Peart: batteria e percussioni